# Aespa
Aespa (кор. 에스파; ром: eseupa; стилизуется как æspa, читается как Эспа) — южнокорейская гёрл-группа, созданная в 2020 году компанией SM Entertainment, состоит из четырёх участниц: Карины, Жизель, Винтер, Ниннин. Группа дебютировала 17 ноября 2020 года с синглом «Black Mamba».
Группа известна популяризацией концепции метавселенной и гиперпоп-музыки в K-pop, Aespa признана одной из самых успешных южнокорейских женских групп как внутри страны, так и за рубежом. Их первое возвращение с синглом «Next Level» было выпущено в мае 2021 года и имело широкий коммерческий успех, достигнув второго места в цифровом чарте Circle и чарте Korea K-Pop Hot 100. Группа получила множество наград, включая «Песню года» на премии Korean Music Awards и ещё одну «Песню года» на премии Melon Music Awards. Также группа была награждена тэсаном.
В октябре 2021 года группа выпустила свой первый мини-альбом Savage вместе с одноимённым ведущим синглом. Альбом разошёлся тиражом 787 600 копий и стал самым продаваемым дебютным альбомом их агентства на тот момент. Ведущий сингл «Savage» также стал вторым хитом Aespa в пятерке лучших в Южной Корее и их первым хитом, достигшим топ-40 в Billboard Global 200. В июле 2022 года выпустили свой второй мини-альбом Girls, который разошёлся тиражом 1 844 376 копий и дебютировал на третьем месте в Billboard 200. Далее группа вернулась в мае 2023 года со своим третьим мини-альбомом My World, который разошёлся тиражом в 1,8 миллиона предварительных заказов пластинки и ещё 1 372 929 копий в первый день старта продаж, что делает этот мини-альбом самым тиражовым по продажам за первый день, среди всех женских K-pop групп на начало 2023 года, обходя Unforgiven группы Le Sserafim.
В 2024 году группа получила одну из ключевых южнокорейских музыкальных премий Melon Music Awards во всех основных номинациях — «Артист года», «Песня года» и «Альбом года», что до неё удавалось лишь BTS.

## Название
Их название является комбинацией слов «æ», что означает «Avatar X Experience» (Аватар Х Опыт), и «aspect» (сторона/перспектива), что означает «двухсторонние». Вместе значение названия группы — возможность познать новый мир с помощью своего аватара.

## Карьера

### До дебюта
Ниннин была представлена как участница SM Rookies 19 сентября 2016 года. В составе пре-дебютной команды она появилась на Rookies Princess: Who’s the Best? в сегменте программы My SMT в 2016 году, а также участвовала в корейской анимационной телепрограмме Shining Star в 2017 году.
Карина появилась в видеоклипе Тхэмина на песню «Want» с одноимённого мини-альбома в феврале 2019 года, который был показан в нескольких музыкальных программах. Карина также появилась вместе с коллегой по лейблу Кхаи в совместном проекте Hyundai и SM Entertainment — совершенно новом Tucson, Beyond DRIVE.
Логотип Aespa также был показан в конце музыкального клипа SuperM «One (Monster & Infinity)».

### 2020—2021: Дебют c «Black Mamba», Forever, Next Level, рост популярности иSavage,
25 октября SM объявили, что создали новую женскую группу, первую с момента дебюта Red Velvet в 2014 году. В тот же день стало известно, что дебют новой группы SM состоится в ноябре. Участницы были представлены публике индивидуально с 27 по 30 октября.
Основатель SM Entertainment Ли Су Ман объяснил концепцию aespa на Всемирном форуме культурной индустрии 2020 года, который проводился онлайн 28 октября.
1 ноября было объявлено, что группа дебютирует 17 ноября с синглом «Black Mamba». 2 ноября был показано видео со всеми четырьмя участницами. 17 ноября, в день их дебюта, было объявлено название фандома «MY» (кор. 마이), что означает «самый драгоценный друг» в KWANGYA, где живут аватары æspa. 20 ноября группа дебютировала на сцене Music Bank, где они исполнили свой дебютный сингл. Группа также заняла первое место в чартах музыкальных видеоклипов в жанре k-pop крупнейшего в Китае музыкального стримингового сервиса QQ Music и удерживала его в течение трех недель подряд.
17 января 2021 года aespa выиграли свою первую победу на музыкальном шоу за свой дебютный сингл на Inkigayo.
29 января SM Entertainment объявили, что aespa выпустят сингл «Forever», который является ремейком оригинальной песни авторства Ю Ён Чжина, выпущенной в 2000 году в рамках проекта SM Winter Vacation in SMTOWN.com. Песня «Forever» была выпущена 5 февраля, она представляет собой балладу, в которой текст сопровождается звучанием акустической гитары и струнных инструментов.
4 мая было объявлено, что aespa выпустят третий цифровой сингл в конце месяца. Сингл «Next Level» был выпущен 17 мая и стал их первым хитом, попав в топ-5 в цифровом чарте Gaon.
22 июля было объявлено, что Aespa подписали контракт с Creative Artists Agency для продвижения в США.
14 сентября SM Entertainment объявили, что Aespa выпустят первый мини-альбом Savage 5 октября. Альбом содержит шесть треков, включая одноимённый сингл. Альбом был выпущен 5 октября. Мини-альбом ознаменовал первую и самую высокую позицию Aespa в американском чарте Billboard 200, достигнув 20-го места, и дебютировала на вершине чарта альбомов Gaon. В течение 15 дней после выпуска стало известно что альбом разошёлся тиражом 513 292 тыс. копий. Aespa выступили на параде в честь Дня Благодарения Macy’s, они стали первой южнокорейской женской группой, выступившей на этом мероприятии. 2 декабря Aespa выиграли свой первый Дэсан на премии Asia Artist Awards. Два дня спустя, 4 декабря, группа выиграла свой второй Дэсан на премии Melon Music Awards в номинации «Запись года».
4 ноября было объявлено, что Aespa выпустят ремейк песни S.E.S «Dreams Come True», которая была выпущена 20 декабря. Музыкальное видео на песню было снято режиссёром Lucid colour, хореографом стала БоА, и в нём были представлены оригинальные голографические бабочки и крылья, которые можно увидеть в видеоклипе S.E.S. Песня достигла 17-го места в цифровом чарте Gaon и 7-го места в мировом чарте цифровых песен Billboard.
26 декабря участницы Карина и Винтер были объявлены участницами предстоящей проектной супергруппы Got the Beat. Группа дебютировала с синглом «Step Back» 3 января 2022 года.

### 2022—2023: Выступление на Коачелле,Girls, первый концерт,My WorldиDrama
8 января 2022 года группа стала первым артистом, получившим награду «Артист года» на церемонии вручения премии Golden Disk Awards. 1 марта они получили награду «Песню года» за «Next Level» на 19-й церемонии Korean Music Awards. 1 марта они выиграли награду «Песня года» за «Next Level» на 19-й Корейской музыкальной премии.
19 апреля было объявлено, что Aespa выступят на второй недели ежегодного фестиваля музыки Коачелла, 23 апреля с песнями «Savage», «Next Level», «Black Mamba» и английской версией новой, неизданной песни под названием «Life's Too Short», который будет включен в их предстоящий альбом.
12 мая группа была включена в список лидеров следующего поколения журнала Time. 27 мая группа также была включена в список Forbes 30 до 30.
1 июня SM Entertainment объявили о подписании глобального партнёрства с Warner Records. Они также объявили, что 8 июля Aespa выпустят свой второй мини-альбом Girls, который содержит девять треков, включая одноимённый заглавный трек, их первые два сингла «Black Mamba» и «Forever», а также «Dreams Come True», который ранее был выпущен в качестве ведущего сингл с альбома 2021 Winter SMTOWN: SMCU Express в декабре 2021 года. До этого «Illusion» и «Life’s Too Short» предшествовали мини-альбому в качестве пре-релизных синглов, выпущенных 1 и 24 июня. Предварительные заказы на альбом превысили 1 610 000 копий до его выхода, что было самым высоким показателем для альбома женской группы в K-pop на тот момент. Альбом дебютировал на первом месте в чарте альбомов Circle, продав 1 426 487 копий, что привело к их первой миллионной сертификации Корейской ассоциацией музыкального контента. В американском чарте Billboard 200 альбом дебютировали на третьем месте с 56 000 единиц в эквиваленте альбома, 53 000 продаж чистого альбома, став самым продаваемым альбомом недели.
1 июля сообщалось, что aespa примут участие в «Политическом форуме высокого уровня ООН по устойчивому развитию 2022 года» 5 июля, они выступили с речью, сопровождаемой выступлением.
SM Entertainment также анонсировали первое японское шоу группы под названием aespa Japan Premium Showcase 2022 ~SYNK~, которое состоялось 6 и 7 августа на Pia Arena MM в Йокогаме. 7 июня было объявлено, что Aespa проведет свой второй шоукейс, первый в Соединённых Штатах, под названием: Showcase SYNK in LA! 26 июня в кинотеатре YouTube. 14 июня было объявлено о дополнительном шоу, назначенном на 27 июня, после того, как билеты на 26 июня были распроданы. Группа также была названа артистом Apple Music: Up Next в июне.
14 декабря группа выпустила совместный сингл «Beautiful Christmas» с коллегами по лейблу Red Velvet для альбома SM Town Winter 2022 SM Town: SMCU Palace.

18 января 2023 года группа была объявлена в качестве исполнителя на ежегодном музыкальном фестивале Governors Ball в Нью-Йорке, они стали первой K-pop группой, принявшей участие в фестивале. 20 января SM Entertainment объявили, что группа проведет свой первый концерт Synk: Hyper Line, в Южной Корее 25 февраля, перед гастролями по Японии в марте и апреле.
7 марта группа была объявлена в качестве исполнителя на фестивале музыки и искусств Outside Lands в Сан-Франциско, Калифорния, став первой K-pop группой. С марта по апрель Aespa продолжили свой концертный тур «Synk: Hyper Line» по Японии, собрав в общей сложности 110 000 зрителей на 10 аншлаговых концертах в Осаке, Токио, Сайтаме и Аити. Во время их концерта в Национальном стадионе Ёёги в Токио было объявлено, что группа вернется 5 и 6 августа для двухдневного специального концерта на знаменитом стадионе Токио Доум, они стали самыми быстрыми артистами K-pop и первые представители «четвертого поколения» K-pop, которые проведут сольный концерт на стадионе.
29 марта SM Entertainment объявили, что Aespa выпустит новый сингл под названием «Hold On Tight», «захватывающий» трек в жанре техно, который представляет собой семпл мелодии культовой песни тетрис, «Коробейники», для саундтрека к оригинальному фильму Apple Тетрис. Сингл был официально выпущен 31 марта.
8 мая Aespa выпустили свой третий мини-альбом My World, с синглом «Welcome to My World», предварительно выпущенным 2 мая, и ведущим синглом «Spicy», выпущенным вместе с альбомом.
My World дебютировал на первом месте в чарте альбомов Circle с результатом 1 420 178 проданных копий. Через две недели после своего выхода альбом стал «дважды миллионником», продав 2 011 388 копий, и стал вторым альбомом корейской группы, разошедшимся тиражом более двух миллионов копий. 6 июля, Корейская ассоциация музыкального контента сертифицировала альбом как 2 × миллионный. В американском чарте Billboard 200 My World дебютировал на девятой строчке с 40 000 копий, эквивалентных альбому, и 39 000 продаж чистого альбома, став их вторым топовым альбомом.
10 мая SM Entertainment объявили, что турне Aespa «Synk: Hyper Line» продолжится выступлением в Джакарте, Индонезия, 24 июня. 19 мая было объявлено ещё о 14 концертах, что расширило турне по Северной Америке, Южной Америке и Европе.
23 мая Aespa посетили Каннский кинофестиваль 2023 года в качестве послов швейцарского ювелирного бренда Chopard. Они посетили ежегодный ужин Chopard и вечеринку Love Party, на которой была представлена первая коллекция высокой моды Каролины Шойфеле, сопредседателя и художественного руководителя Chopard. На следующий день Aespa посетили красную дорожку на показе Рагу Додена Буффана и продемонстрировали новую ювелирную коллекцию бренда Red Carpet Collection. 8 июня группа сделала первую подачу за Нью-Йорк Янкис против Чикаго Уайт Сокс на Янки-стэдиум.
10 июня Aespa выступили на ежегодном музыкальном фестивале Governors Ball в Нью-Йорке, став первым K-pop группой, выступившим на фестивале. Жизель не смогла выступить с группой из-за проблем со здоровьем. Выступление группы было хорошо встречено как фанатами, так и критиками: Саймон Возик-Левинсон из Rolling Stone назвал шоу «зрелищем», а Старр Боуэн Бэнк из Billboard отметил, что «сценическое присутствие и каталог Aespa обладают достаточной силой, чтобы занять главную сцену музыкального фестиваля».
27 июля Aespa анонсировали свой англоязычный цифровой сингл «Better Things», которая была выпущена 18 августа. Промо включало в себя 3-серийный веб-сериал «Всё к лучшему», первый эпизод которого был загружен 7 августа. Ниннин появлялась только в ограниченном количестве эпизодов ситкома из-за состояния её здоровья на момент съемок. Aespa впервые исполнили сингл 13 августа на Crypto.com-арена в Лос-Анджелесе, для первого концерта в рамках американского этапа их тура Synk: Hyper Line.
23 августа Aespa выпустили сингл «We Go». Сингл послужил вступительной песней для корейского издания аниме Покемон: уход Лико и Роя, которое начало выходить в эфир в тот же день. Сингл содержит тексты песен о новых главных героях, Лико и Рое, открывающих «драгоценные» вещи и растущих благодаря приключениям. Предварительный просмотр игры велся в течение двух недель, предшествовавших её выпуску, с фрагментами и вступлением от Aespa, распространяемыми через аккаунты Pokémon Korea в социальных сетях.
6 октября Aespa выпустили сингл «Zoom Zoom». Сингл послужил заключительной музыкальной темой для аниме Beyblade X.
10 октября Aespa объявили о выпуске четвёртого мини-альбома Drama, выход которой запланирован на 10 ноября. В тот же день на YouTube было выпущено тизерное видео. Альбом содержит шесть треков, включая одноимённый ведущий сингл.
11 ноября было подтверждено, что Винтер исполнит специальный совместный сингл «Nobody» с Соён из (G)I-dle и Лиз из Ive, который был выпущен 16 ноября.

### 2024-н.в.: Второй концертный тур,Armageddon, «Hot Mess» иWhiplash
9 января 2024 года SM объявили, что Aespa выпустит ремейк «Regret of the Times», сингла, первоначально выпущенного Seo Taiji and Boys. Ремейк был выпущен 15 января
19 февраля было объявлено, что Aespa отправятся в свое второе мировое турне Synk: Parallel Line, которое стартует в Сеуле 29 и 30 июня.
20 марта Aespa выступили на открытии чемпионата по бейсболу MLB World Tour Seoul Series 2024.
21 апреля было объявлено, что Aespa выпустят свой первый студийный альбом Armageddon 27 мая. Альбом возглавят два заглавных трека «Supernova», предварительный релиз которого состоялся 13 мая, и «Armageddon», который выйдет вместе со всем альбомом. «Supernova» имела коммерческий успех в Южной Корее и достигла абсолютного статуса «all-kill», поскольку одновременно заняла первое место в iChart в режиме реального времени, ежедневном и еженедельном разделах. Она стала первой песней группы, возглавившей цифровой чарт Circle, а их первый хит первой десятки в мировом чарте Billboard Global Excl. U.S., за исключением США, достигший седьмого места.
3 июня было объявлено, что Aespa выпустят свой первый японский сингл «Hot Mess» 3 июля. Сингл знаменует собой японский дебют группы и будет включать в себя две другие песни «Sun and Moon» и «Zoom Zoom», последняя из которых ранее была выпущена 6 октября 2023 года в качестве заключительной песни к аниме-сериалу и франшизе Beyblade X. Позже, 29 и 30 июня, после выступления на крытом стадионе Чжамсиль, Aespa выпустили Synk: Parallel Line, свой первый цифровой сингл-альбом, в который вошли четыре сольных трека, по одному от каждой участницы. Несмотря на то, что Карина официально не дебютировала в качестве солистки, она выиграла награду на музыкальном шоу Show! Music Core с песней «Up» 19 октября.
23 сентября было объявлено, что 21 октября Aespa выпустят свой пятый мини-альбом Whiplash, содержащий шесть треков, включая одноименный ведущий сингл. 15 ноября группа получила награду «Артист года» на первом мероприятии TikTok Awards в Корее.
5 июня 2025 года было объявлено, что 27 июня выйдет второй сингловый-альбом Aespa Dirty Work с одноименным заглавным синглом.

## Рекламные сделки
10 февраля 2021 года было объявлено, что Aespa стали послом французского модного дома Givenchy, став первой K-pop группой выбранной в качестве посла. Позже в августе Aespa подписали соглашения о сотрудничестве с корейским косметическим брендом Clio, корейским брендом по уходу за кожей Mediheal, французским брендом спортивной одежды Eider и в сентябре с банком KB Kookmin Bank. 23 ноября Aespa были выбраны в качестве новых муз для итальянского аромата Acqua di Parma.
8 апреля 2022 года Aespa стали моделью для корейского бренда напитков Lotte Chilsung’s Tamz Zero.
В августе Aespa стали глобальным послом корейского бренда спортивной одежды MLB. В сентябре Aespa стали глобальным послом швейцарского часового и ювелирного бренда Chopard. В декабре Aespa стали рекламной моделью для мобильной игры Epic Seven и магазина беспошлинной торговли Lotte Duty Free.
8 июля 2025 года в игре PUBG: Battlegrounds стартовала коллаборация с Aespa. Коллаборация включает в себя особые наборы костюмов, косметику для оружия, эмоции и многое другое, а также тематические концертные площадки на некоторых игровых картах. В рамках коллаборации 15 июля 2025 года вышел клип «aespa x PUBG 'Dark Arts' Collaboration». Трек «Dark Arts» проигрывается в игровом лобби. С ним же Aespa выступили на церемонии открытия PUBG National Cup 2025.

## Участницы
| Сценический псевдоним | Сценический псевдоним | Настоящее имя | Настоящее имя    | Дата рождения | Позиция в группе                                                         |
| Основной              | Другой                | На русском    | Оригинальное имя | Дата рождения | Позиция в группе                                                         |
| --------------------- | --------------------- | ------------- | ---------------- | ------------- | ------------------------------------------------------------------------ |
| Карина                | Karina                | Ю Джи Мин     | 유지민           | 11.04.2000    | Лидер, главный танцор, ведущий рэпер, саб-вокалистка, центр, лицо группы |
| Жизель                | Giselle               | Утинага Эри   | うちなが えり    | 30.10.2000    | Главный рэпер, саб-вокалистка                                            |
| Винтер                | Winter                | Ким Мин Джон  | 김민정           | 01.01.2001    | Ведущая вокалистка, ведущий танцор, саб-рэпер, вижуал                    |
| Ниннин                | Ningning              | Нин Ичжо      | 宁艺卓           | 23.10.2002    | Главная вокалистка, саб-рэпер, макнэ                                     |

## Дискография

### Студийные альбомы
- Armageddon (2024)

### Мини-альбомы
- Savage (2021)
- Girls (2022)
- My World (2023)
- Drama (2023)
- Whiplash (2024)

### Сингл-альбомы
- Dirtу Work (2025)

## Фильмография

### Веб-шоу
| Год  | Название             | Ссылки |
| ---- | -------------------- | ------ |
| 2022 | Synk Road            | [ 83 ] |
| 2023 | Better Things        | [ 8 ]  |
| 2023 | Who Visit the Villa? | [ 84 ] |
| 2024 | Aesparty             | [ 85 ] |

## Концертная деятельность

### Хэдлайнеры
- Synk: Hyper Line (2023)
- Synk: Parallel Line (2024)

### Шоукейсы
- Aespa Showcase «Synk» (2022)

### Участие в концертах
- SM Town Live «Culture Humanity» (2021)
- SM Town Live 2022: SMCU Express at Kwangya (2022)
- SM Town Live 2022: SMCU Express (2022)
- SM Town Live 2023: SMCU Palace at Kwangya (2023)